# Salcia, Dolj
Salcia este un sat în comuna Argetoaia din județul Dolj, Oltenia, România.